# Научный сотрудник (звание)
Ста́рший нау́чный сотру́дник и мла́дший нау́чный сотру́дник — учёные звания, присваивавшиеся в СССР и в постсоветской России научным работникам научно-исследовательских институтов и высших учебных заведений. В настоящее время указанные звания в России не присваиваются.
Словосочетание «научный сотрудник» в современной России служит обобщающим понятием для группы из пяти должностей (не званий) научных работников, которые не являются руководителями структурных подразделений, а также наименованием одной из должностей.

## История, правила
В СССР и РФ присваивались звания младший научный сотрудник (1934—1989) и старший научный сотрудник (1934—2002). Звание младшего научного сотрудника упразднено ещё в советское время. Звание старшего научного сотрудника перестало присваиваться в 2002 году, а его обладатели ныне наделены правами обладателей звания доцента.
По иерархии, учёные звания младшего (старшего) научного сотрудника соответствовали более традиционным званиям ассистента (доцента), но, в отличие от последних, присваивались тем лицам, у которых «относительный вес» научной составляющей работы был выше, чем преподавательской. Присвоение производилось по конкретным научным специальностям, претенденты были трудоустроены в научно-исследовательских институтах, научно-производственных организациях или (реже) в высших учебных заведениях.
Учёное звание младшего научного сотрудника присваивалось работнику приказом руководителя соответствующей организации на основании решения её учёного (научно-технического) совета. Материалы по вопросу о присвоении звания младшего научного сотрудника в ВАК СССР или какие-либо иные контролирующие инстанции не представлялись. Обладателю выдавалась копия приказа руководителя организации о присвоении учёного звания. В первые годы после введения данного звания (1930-е) претендент должен был окончить аспирантуру, но затем это требование сняли. При упразднении звания младшего научного сотрудника было упразднено и звание ассистента.
Учёное звание старшего научного сотрудника присваивалось Высшей аттестационной комиссией (ВАК) по ходатайству организации, в которой работал специалист. Обладателю вручался аттестат ВАК. Это звание присваивалось, как правило, лицам, имеющим учёные степени, проявившим достаточную квалификацию в процессе выполнения научно-исследовательской работы в НИИ или вузе. После ликвидации данного звания его обладатели были приравнены к обладателям введённой с того же момента разновидности доцентского звания «доцент по специальности» (хотя для последнего появились отсутствовавшие для старшего научного сотрудника требования к педагогической работе). Другой разновидностью было звание «доцент по кафедре», предназначавшееся для вузовских педагогов, а с 2013 года все доценты стали только «по специальности», независимо от профиля учреждений.
На Украине звание «младший научный сотрудник» (укр. молодший науковий співробітник) существовало в тот же период времени (1934—1989) и с тем же статусом, что и в остальном СССР. Звание «старший научный сотрудник» продолжает существовать, но не присваивается с 2014 года, когда его заменило приравненное к нему учёное звание «старший исследователь» (укр. старший дослідник). В отличие от России, где старшие научные сотрудники стали доцентами, здесь продолжает сохраняться отдельное учёное звание для лиц, занимающихся главным образом исследованиями, а не преподаванием в вузах. Звание присваивается учёным советом вуза или НИИ и утверждается аттестационной коллегией министерства образования и науки Украины.

## Одноимённые должности
И в СССР, и ныне в России имелись/имеются, одноимённые с теперь уже бывшими званиями, должности «младший научный сотрудник» и «старший научный сотрудник». Понятия «научный сотрудник» (без дополнительного слова), «ведущий научный сотрудник» и «главный научный сотрудник» всегда обозначали и обозначают только должности, учёных званий под такими наименованиями никогда не существовало.

## Доплата за звание
В СССР  были установлены законом определённые доплаты к зарплате сотрудника за учёные звания, в ряде постсоветских государств этот порядок сохранился. Так, в России доплата за звание старшего научного сотрудника (сейчас доцента) в ряде ведомственных вузов устанавливается подзаконными актами и составляет обычно 10% должностного оклада. На Украине доплата за учёные звания доцента и старшего научного сотрудника (ныне старшего исследователя) установлена законом и составляет 25% оклада.